# Carcinoscorpius rotundicauda
El cangrejo herradura de manglar (Carcinoscorpius rotundicauda), también conocido como cangrejo herradura de cola redonda, es una especie de cangrejo herradura, un artrópodo quelicerado que se encuentra en aguas marinas tropicales y salobres en India, Bangladés, la mayor parte del sudeste asiático excepto Laos. También existir en Sri Lanka, Myanmar y Filipinas, pero no hay registros que lo confirmen. Es la única especie del género Carcinoscorpius.
La biología, ecología y patrones de reproducción de C. rotundicauda y las otras dos especies de cangrejo herradura asiático, Tachypleus gigas y Tachypleus tridentatus, no han sido tan bien documentadas como las de la especie norteamericana Limulus polyphemus. Las cuatro especies existentes de cangrejos herradura son anatómicamente muy similares, pero C. rotundicauda es considerablemente más pequeño que los demás y la única especie donde la sección transversal de la cola (telson) es redondeada en lugar de esencialmente triangular.

## Descripción

### Anatomía

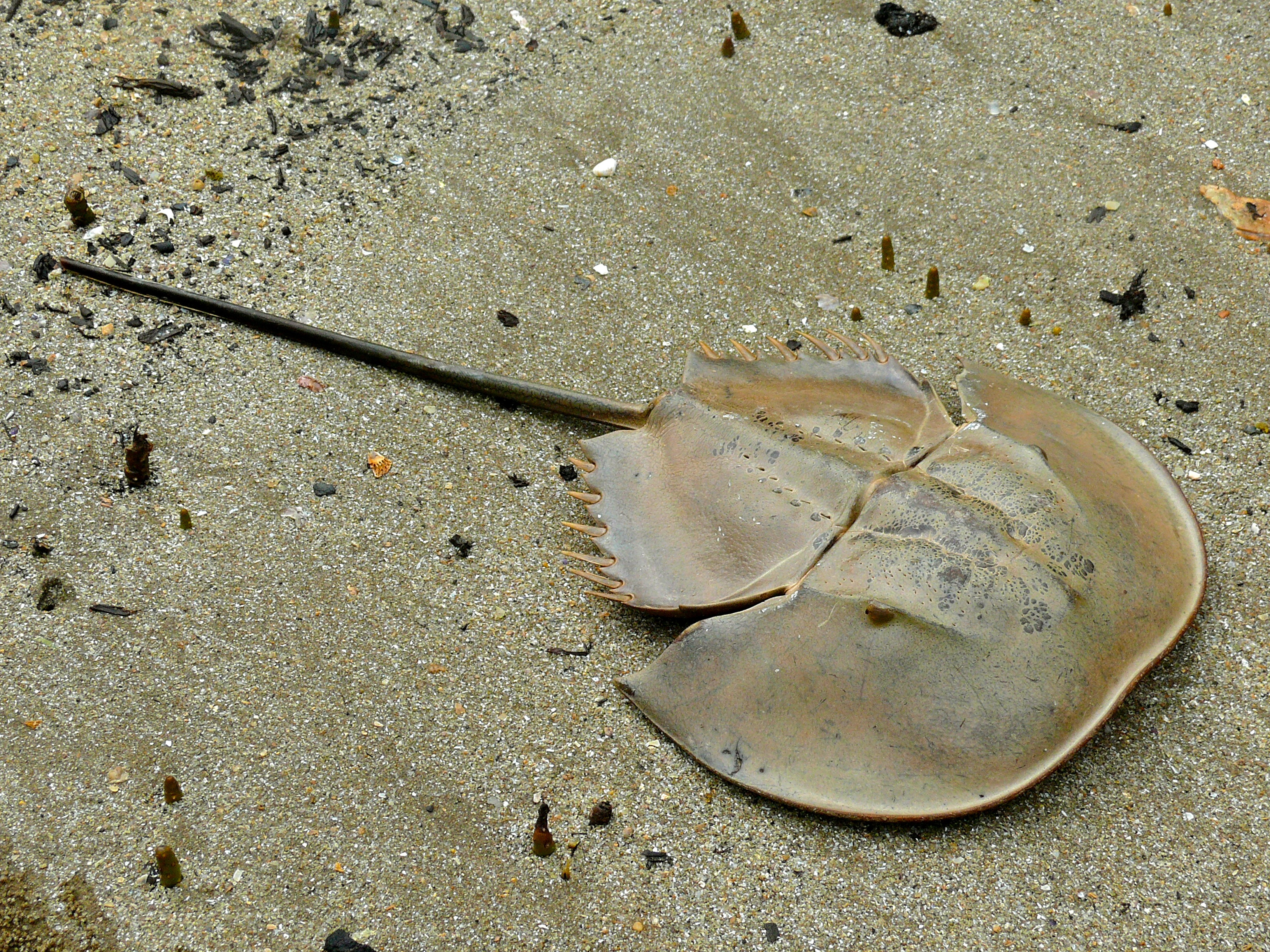
Cangrejo de herradura de manglar en el Parque Nacional de Bako, Malasia

El plan corporal básico de un cangrejo herradura consta de tres partes: el prosoma, el opistosoma y la cola (telson). El prosoma es la parte frontal grande en forma de cúpula en el caparazón. El opistosoma es el caparazón trasero más pequeño con espinas en el borde. La extensión trasera que parece una espiga es el telson, que comúnmente se describe como la cola. En la mayoría de las especies de Cangrejo herradura, la sección transversal de la cola comúnmente es triangular, sin embargo, el Cangrejo herradura de manglar es el único con una cola redonda, lo que lo distingue del resto de especies. Cuando están volteados hacia arriba, utilizan su cola para darse la vuelta y enderezarse.
El cangrejo herradura de manglar es la más pequeña de las cuatro especies vivas de cangrejos herradura. Al igual que las otras especies, las hembras crecen más que los machos. En promedio, en Malasia peninsular, las hembras tienen entre 30,5-31,5 cm (12,0-12,4 plg) de largo, incluida una cola que mide aproximadamente 16,5-19 cm (6,5-7,5 plg), y su caparazón (prosoma) es de aproximadamente 16-17,5 cm (6,3-6,9 plg) de ancho. En comparación, el promedio para los hombres es de 28-30,5 cm (11,0-12,0 plg) de largo, incluida una cola de aproximadamente 15-17,5 cm (5,9-6,9 plg), y su caparazón es de aproximadamente 14,5-15 cm (5,7-5,9 plg) de ancho. Hay variaciones geográficas significativas en el tamaño, pero esto no sigue un patrón claro de "Norte a Sur" o de "Este a Oeste". Los de Bengala Occidental en la India en promedio son un poco más pequeños que los de Malasia Peninsular, con un ancho de caparazón de alrededor de 16 cm (6,3 plg) y 14 cm (5,5 plg) en mujeres y hombres respectivamente. En otros lugares, tiene un promedio aún más pequeño, siendo los más pequeños los reportados de las regiones de Balikpapan y Belawan en Indonesia, donde el ancho del caparazón de las hembras es de aproximadamente 13 cm (5,1 plg) y en hombres 11 cm (4,3 plg). Las hembras más grandes de la especie pueden alcanzar hasta 40 cm (15,7 plg) de longitud, incluida la cola.
Poco común entre los quelicerados, los cangrejos herradura tienen dos ojos compuestos. La función principal de estos ojos compuestos es encontrar pareja. Adicionalmente, tienen dos ojos medianos, dos ojos laterales rudimentarios y un ojo endoparietal en su caparazón y dos ojos ventrales ubicados en la parte inferior de la boca. Los científicos creen que los dos ojos ventrales ayudan en la orientación del cangrejo herradura cuando nada. Cada individuo tiene seis pares de apéndices. El primer par, los quelíceros, son relativamente pequeños y se sitúan delante de la boca. Se utilizan para colocar alimentos en él. Los cinco pares de patas restantes se colocan a cada lado de la boca y se usan para caminar/empujar. Estos son los pedipalpos (primer par) y las patas empujadoras (los cuatro pares restantes). La mayoría de los apéndices tienen garras rectas en forma de tijera, pero en los machos, el primer y segundo par de patas para caminar tienen "tijeras" fuertemente ganchudas, que se utilizan para agarrar a la hembra durante el apareamiento. Detrás de sus piernas hay branquias de libro. Estas branquias se utilizan para la propulsión para nadar y para intercambiar gases respiratorios.

## Distribución y hábitat
Esta especie se encuentra solo en Asia alrededor de la región del Indo-Pacífico Occidental, donde el clima es tropical o subtropical. Estos cangrejos de herradura se pueden encontrar en todo el sudeste de Asia en aguas poco profundas con fondos arenosos suaves o extensas marismas. El cangrejo herradura de manglar es bentopelágico y pasa la mayor parte de su vida cerca o en el fondo de un cuerpo de su hábitat de agua salobre y pantanosa, como los manglares de donde obtiene su nombre común. Los científicos han estudiado la distribución de los cangrejos herradura de manglares en Hong Kong específicamente. Los investigadores notaron su abundancia en las playas de Hong Kong antes de la fuerte disminución de la población en los últimos diez años. En el estudio, encontraron una distribución desigual de los cangrejos herradura en todo Hong Kong, con una mayor abundancia en las aguas occidentales. Predicen que este desnivel se debe a la hidrografía estuarina en las aguas occidentales, influenciada por el río Perla. También encontraron que el T. tridentatus puede coexistir en el mismo hábitat que el cangrejo herradura de manglar.

## Ecología

### Alimentación
Los cangrejos herradura de manglar son comedores bentónicos selectivos y se alimentan principalmente de larvas de insectos, peces pequeños, oligoquetos, cangrejos pequeños y bivalvos de caparazón delgado. Al carecer de mandíbulas, muele la comida con cerdas en sus patas y se la lleva a la boca usando sus quelíceros. La comida ingerida luego ingresa al esófago revestido de cutículas y luego al proventrículo. El proventrículo está formado por un buche y una molleja. El buche puede expandirse para adaptarse a la comida ingerida, mientras que la molleja muele la comida hasta convertirla en pulpa. Estudios han descubierto que los cangrejos de herradura de manglar tienen una fuerte preferencia por las larvas de insectos sobre los otros organismos de los que también se alimentan.

### Biología de apareamiento
En la primavera, los cangrejos de herradura migran de las aguas más profundas a las áreas fangosas y poco profundas. La anidación suele seguir el ciclo de la marea alta de las lunas llena y nueva. Durante el período de apareamiento, los machos seguirán y se aferrarán a las espaldas de sus parejas potenciales utilizando apéndices prosomales modificados durante largos períodos de tiempo antes de que la puesta de huevos haya ocurrido. Las especies de cangrejo herradura con bajas densidades de desove y con proporciones sexuales de 1:1, como el cangrejo herradura de manglar, son monógamas. Además, la hembra no elige a su pareja. Los machos encuentran a sus compañeras hembras con el uso de señales visuales y quimiorreceptoras. Una vez que se encuentra una pareja, la hembra cava un hoyo y pone los huevos mientras el macho los fertiliza externamente. Una vez que se ponen los huevos, el macho y la hembra regresan al océano y los huevos se desarrollan solos. Sus huevos son grandes y, después de un par de semanas, los huevos se convierten en versiones en miniatura de los adultos. Las hembras cangrejo de herradura ponen alrededor de 3500 de ellos.[cita requerida]
Los cangrejos de herradura de manglar en Singapur se reproducen de agosto a abril. Los más jóvenes crecen en tamaño alrededor de un 33% cada vez que mudan, a estos les tarda unas cinco mudas en crecer de 2 centímetros (0,8 plg) al tamaño de un adulto.

## Historia evolutiva
Los cangrejos de herradura son comúnmente conocidos por los biólogos de todo el mundo como fósiles vivientes porque han evolucionado muy poco en términos de forma y tamaño en sus más de 475 millones de años de existencia. Aunque su fisiología ha cambiado a lo largo de los años, su exoesqueleto típico de tres piezas conformado por: prosoma, un opistosoma y un telson, se ha mantenido desde mediados de la era paleozoica. Fósiles de cangrejos herradura de más de 400 millones de años datan que dichos especímenes aparentaban ser de forma casi idénticas a las especies que están vivas a día de hoy. La larga existencia de este plan corporal sugiere el éxito del mismo. Las tres especies asiáticas de cangrejos herradura forman su propio clado, y se estima que se separaron de las especies americanas entre 135 millones de años a 436 millones de años.

## Importancia cultural y económica

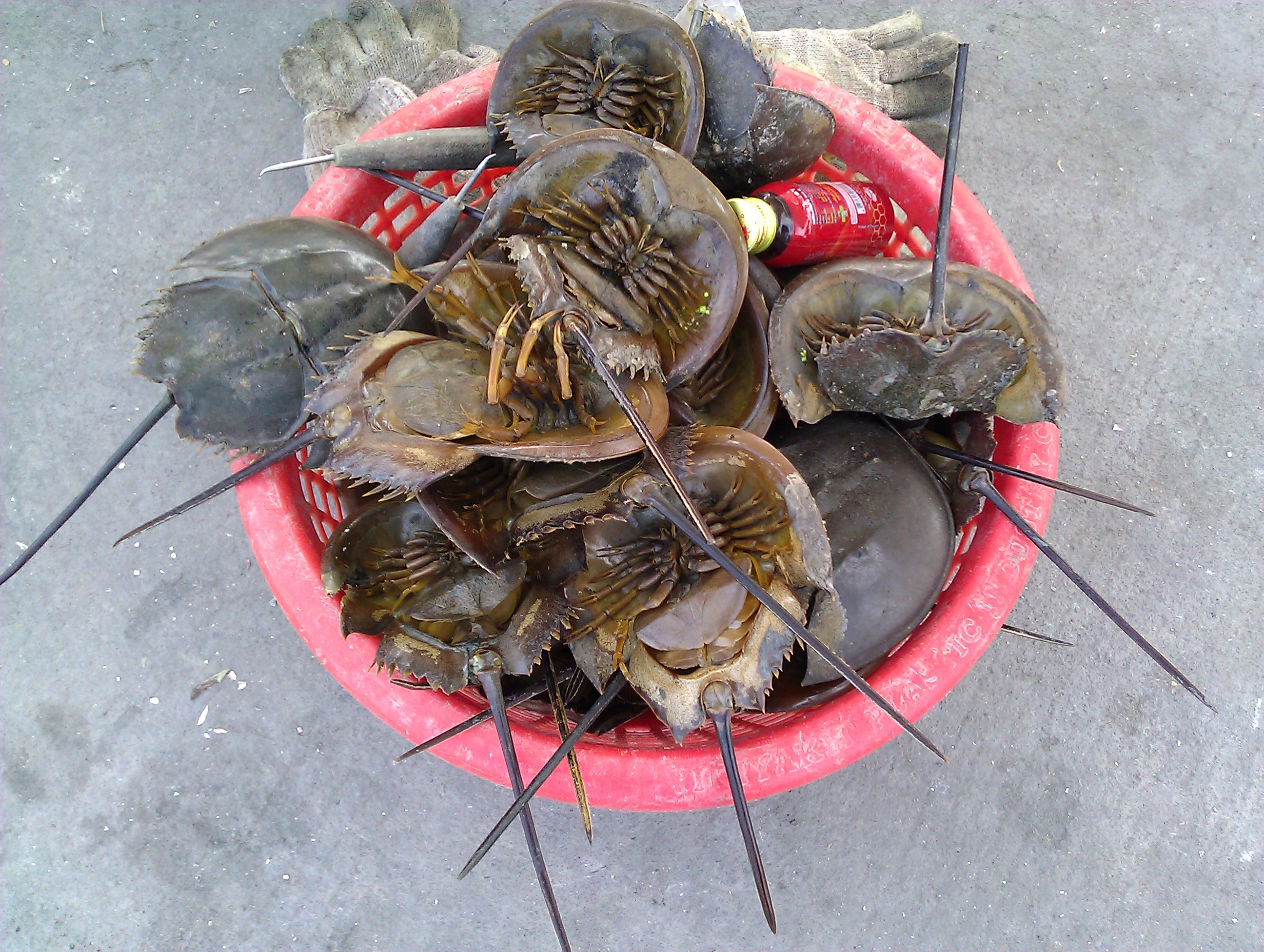
Cangrejos de herradura de manglar capturados en Chonburi, Tailandia

Cientos de cangrejos de herradura de manglar son atrapados por pescadores locales. Si bien los cangrejos de herradura tienen muy poca carne, su hueva es valorada como una exquisitez. En Tailandia, su uso culinario más común es una ensalada llamada yam khai maeng da (ยำไข่แมงดา).
Ocasionalmente ha habido casos de intoxicaciones alimenticias o incluso muertes después de consumir cangrejos de herradura, ya que fueron identificados erróneamente como otra especie de cangrejo herradura, Tachypleus gigas. Los T. gigas se diferencian por ser más grandes, también se sabe que C. rotundicauda a menudo contiene tetrodotoxina letal.
Además, los cangrejos de herradura son apreciados por su sangre azul, ya que se usa ampliamente en las ciencias biomédicas para el desarrollo de medicamentos para enfermedades como el agotamiento mental y la gastroenteritis. La sangre de los cangrejos de herradura contiene una sustancia química llamada lisado de amebocitos <i id="mwxw">de Limulus</i> (LAL) que se puede usar para detectar gérmenes y sus endotoxinas.